# Berglook
Berglook (Allium carinatum) is een overblijvende plant uit de narcisfamilie (Amaryllidaceae). De plant komt van nature voor in Zuid- en Midden-Europa. De plant staat op de Nederlandse Rode lijst van planten als zeer zeldzaam en stabiel of toegenomen. De plant wordt ook als sierui in de siertuin gebruikt. Het aantal chromosomen is 2n = 16 of 24.
De plant wordt 30–90 cm hoog, vormt een bol en de stengel is rolrond. De bijna vlakke bladschijf is niet verdikt, 2–5 mm breed en met merg gevuld. De bladschijf is van onderen geribd en de schede omvat de onderste helft van de bloemsteel.
Berglook bloeit van juli tot september met roze tot purperen, 4–6 mm grote bloemen. De niet aan de voet vergroeide meeldraden steken ver buiten de bloem uit. De stijl kan tot 6 mm lang worden. De tweedelige schede van de bloeiwijze is tijdens de bloei teruggeslagen. De bloeiwijze is een schijnscherm. De bloemen zijn meestal onvruchtbaar, maar in de bloeiwijze worden wel broedbolletjes gevormd.
De vrucht is een doosvrucht. Het zaad is 4 mm lang en 1,75 mm breed.
De plant komt tussen het gras voor op droge grond.

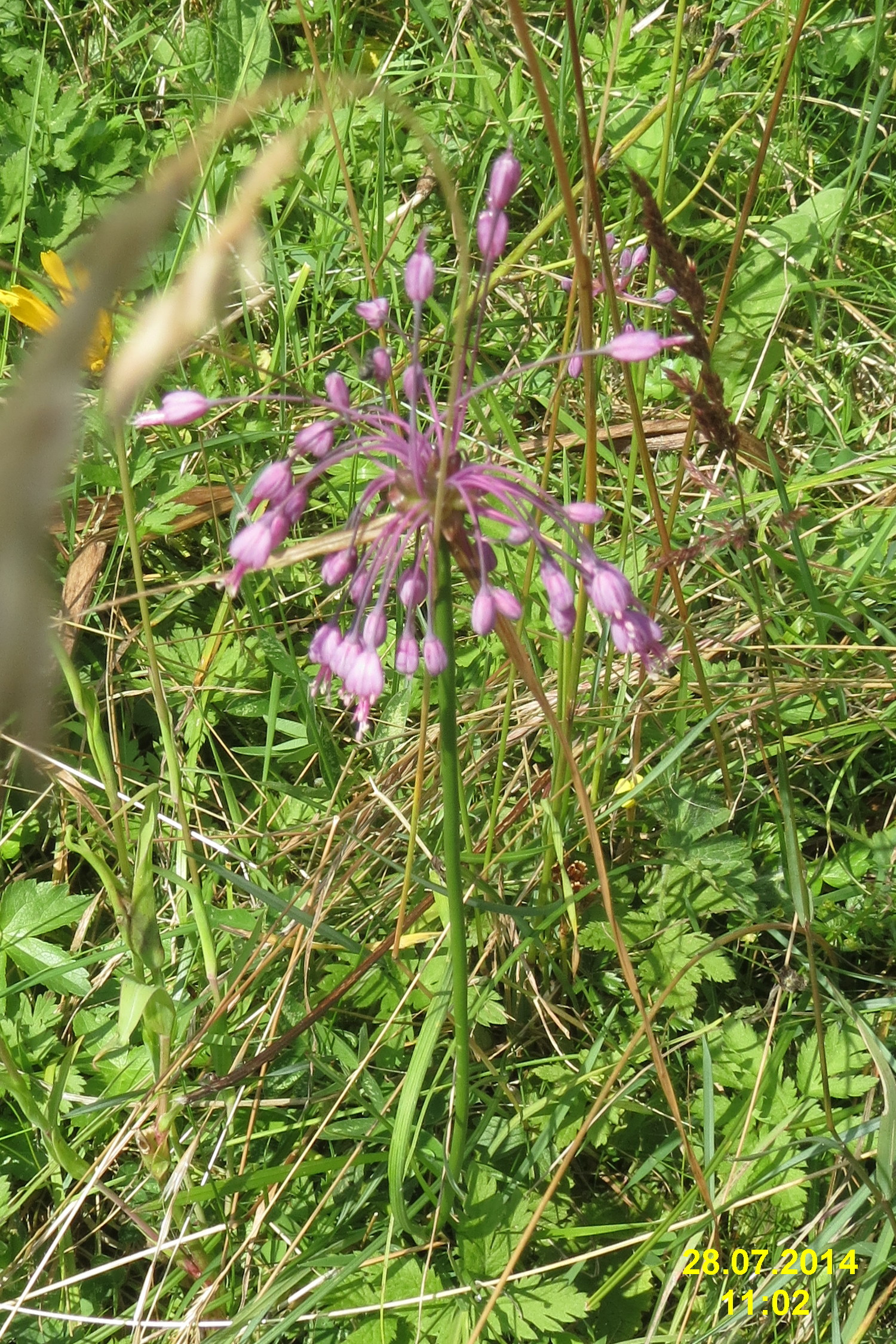
Plant
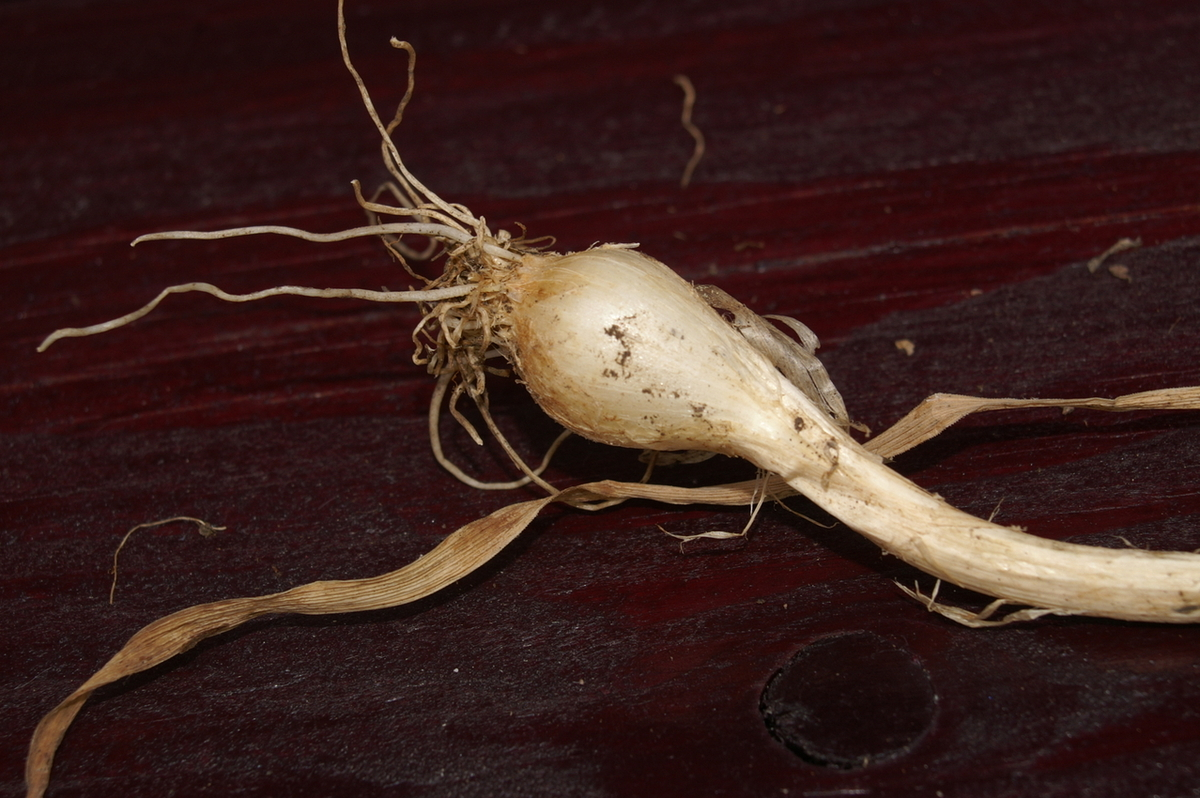
Bol
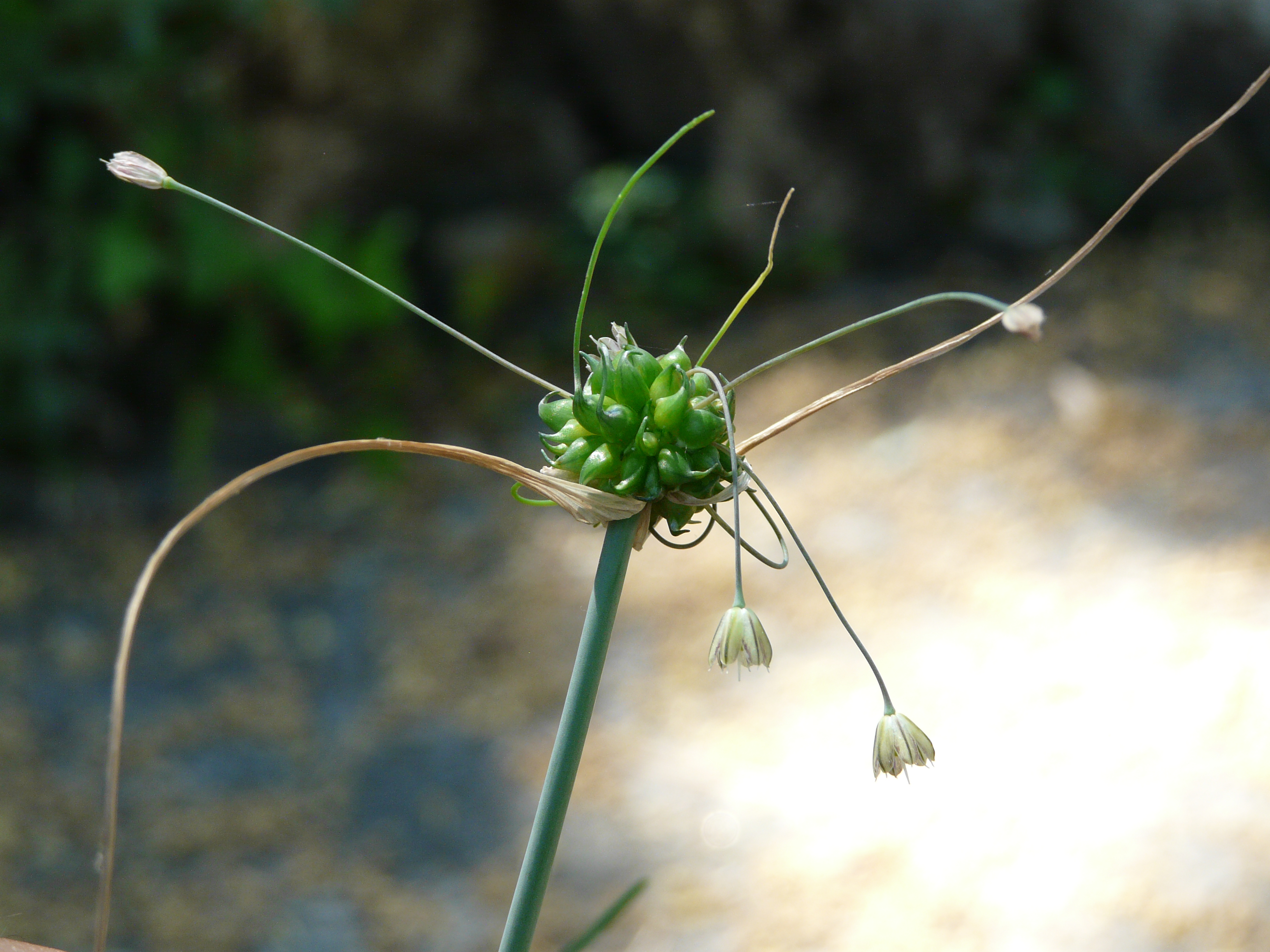
Broedbolletjes

## Ondersoorten
Er kunnen twee ondersoorten worden onderscheiden:
- Allium carinatum L. subsp. carinatum
- Allium carinatum L. subsp. pulchellum Bonnier & Layens